# Sessea tipocochensis
Sessea tipocochensis là loài thực vật có hoa trong họ Cà. Loài này được (Werderm.) Francey miêu tả khoa học đầu tiên năm 1936.